# موریس‌دیل (پنسیلوانیا)
موریس‌دیل (به انگلیسی: Morrisdale) یک منطقهٔ مسکونی در ایالات متحده آمریکا است که در شهرستان کلیرفیلد، پنسیلوانیا واقع شده‌است. موریس‌دیل ۴٫۳۷ کیلومتر مربع مساحت و ۷۵۴ نفر جمعیت دارد و ۵۰۰٫۷۹ متر بالاتر از سطح دریا واقع شده‌است.